# 籃網球

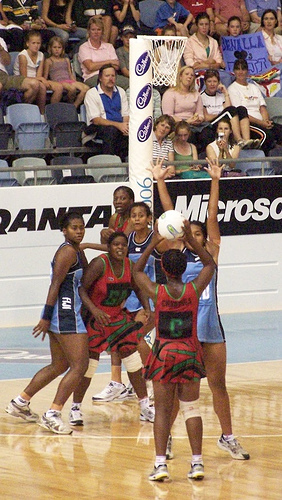
2007年籃網球世界錦標賽

籃網球（英語：Netball），又稱為投球、英式籃球、无板篮球，是一種發源自籃球的團隊球類運動，一般被視為係以女性為主的運動項目，运动发源于1890年代的英格兰，随后成为英联邦国家中一项非常流行的女性体育活动。
籃網球比賽共分4節，每節15分鐘。每隊上場7名球員，各司不同的角色，分別站在球場上特定的區域內，不得任意超越區域。比賽目的與籃球一樣，要將球射入對方的籃框內，但籃框背後並無籃板。
这项运动的国际组织为国际篮网球协会(IFNA)，全球有70多个国家超过2000万的人从事着这项运动。虽然正规的国际赛事与国内联赛只存在于少数几个国家间，但是这项运动却广泛流行于英联邦国家的校际间。高水平的篮网球比赛包括有篮网球世界锦标赛、英联邦运动会篮网球项目以及世界篮网球系列赛。

## 場地與球員位置
場地為長30.5公尺、寬15.25公尺的長方形，兩端中央為籃框及其架子。場地等分畫成3區，兩邊籃框下各有一半徑4.9公尺之半圓形射門區。每隊上場的7名球員位置分別為射球手(GS：Goal Shooter)、攻擊手(GA：Goal Attack)、翼鋒(WA：Wing Attack)、中鋒(C：Centre)、翼衛(WD：Wing Defence)、後衛(GD：Goal Defence)及守球手(GK：Goal Keeper)，其可以活動的區域如下：
- 射球手：前場
- 攻擊手：前場、中場不含發球圈
- 翼鋒：前場不含射門區、中場不含發球圈
- 中鋒：前場不含射門區、中場、後場不含射門區
- 翼衛：中場不含發球圈、後場不含射門區
- 後衛：中場不含發球圈、後場
- 守球手：後場[12]

## 全世界流行的範圍
篮网球是英联邦国家中流行性很高的体育运动，在英国、澳洲、南非、新西兰、马拉维、牙买加和赞比亚等地都十分流行。

### 大洋洲
在澳洲与新西兰，篮网球是女性间最受欢迎的体育运动之一。澳新冠军赛是泛塔斯曼及太平洋岛屿地区的一项半职业赛事，从2008年起，新西兰与澳洲对此项赛事进行直播。

### 西印度洋
在牙买加，大约有一万人从事着篮网球运动，是该国最受欢迎的女性运动。在安提瓜和巴布达这项运动与板球一样也十分流行。

### 男性参加
需要速度、策略、团队合作和协调能力，因此它不局限于女性，也有男性队伍存在，但是受关注程度较低。在业余层面，男女混合组队也十分常见。

## 外部連結
- 國際投球聯會(International Federation of Netball Associations, IFNA)) （英文）
- 香港投球總會（中國香港體育協會暨奧林匹克委員會會員機構） （页面存档备份，存于） （英文）